# 636

## أحداث
- 20 آب (اغسطس) - معركة اليرموك في بلاد الشام بين المسلمين تحت قيادة خالد بن الوليد والروم بقيادة هرقل وبها إنتهى عصر الرومان.
- معركة القادسية بين المسلمين بقيادة سعد بن أبي وقاص والفرس بقيادة رستم وبها انتهى عصر الساسان.

## مواليد
- بيروز الثالث
- عبد الله بن أم مكتوم

## وفيات
- الحارث بن هشام
- أريوالد، ملك اللومبارد.
- بهمن جاذويه، جنرال فارسي.
- ديرفان، أمير الصرب.
- سعد بن عبادة، صاحب لمحمد.
- رستم فرخزاد، جنرال فارسي.
- الجالينوس، نبيل أرميني.